# Mallette (entreprise)
 (août 2023).
 (août 2023).
L'article doit être relu — et modifié si nécessaire — par des contributeurs indépendants pour apporter un regard critique aux contributions effectuées en violation des conditions d'utilisation de Wikipédia, tant sur la forme (notamment concernant le style encyclopédique, la proportionnalité) que sur le fond (la neutralité de point de vue, la qualité et l'indépendance des sources).
Pour les articles homonymes, voir Mallette.
Mallette est un cabinet de comptables professionnels agréés et une société en nom collectif à responsabilité limitée.

## Description
Mallette est classé parmi les 10 plus grands cabinets de comptables professionnels agréés au Canada. Mallette s’est dotée d’une structure opérationnelle à la fois simple et performante. Sans siège-social, les secteurs critiques de la gestion et du développement du cabinet sont confiés à des comités régionaux et provinciaux de travail mixte où les associés et employés combinent leurs idées et expertises. Cette façon de faire innovante permet d’intégrer de nouvelles orientations claires dans une courte période de temps.  
Mallette offre une gamme de services étendue (actuariat, certification, fiscalité, services-conseils, ainsi que des services juridiques et de syndics).  
Le cabinet comprend quatre entités juridiques indépendantes, soit Mallette S.E.N.C.R.L., Mallette inc., Mallette actuaires inc., et Mallette syndics et gestionnaires inc.  
Mallette actuaires inc. et Mallette syndics et gestionnaires inc. sont deux entreprises spécialisées, l’une étant un cabinet de services financiers expert en avantages sociaux, l’autre étant une entreprise regroupant des syndics de faillites. 
Mallette regroupe plus de 1 400 employés œuvrant dans différents secteurs d'activité et près de 40, bureaux solidement implantés dans plusieurs régions du Québec (Québec-Mauricie, Saguenay–Lac-Saint-Jean, Est-du-Québec et Grand Montréal).
Fondée le 13 novembre 1941, la société Boulanger, Fortier, Rondeau & Cie a établi son premier bureau à Québec. Celle-ci s’est fusionnée en 1978 avec Mallette, Benoit & associés de Montréal pour devenir Mallette, Benoit, Boulanger, Rondeau & associés (ou MBBR).
Au fil des années, la société s'est développée grâce à des fusions et acquisitions : en 2002, elle est devenue la société Mallette. Classée parmi les 10 plus grands cabinets de comptables professionnels agréés au Canada, elle se distingue en tant que plus grand cabinet comptable d'appartenance québécoise. 
Selon le palmarès du Journal Les Affaires, Mallette se classe au 106e rang des plus grandes sociétés de la province de Québec.

## Historique

### 1940 à 1978[4]
Les fondateurs de Boulanger, Fortier, Rondeau & cie ont fait leurs premières armes chez Larue et Trudel à compter de 1921. À la fermeture de ce cabinet en 1940, Maurice Boulanger se joint à Guy Fortier pour former un cabinet situé à Québec auquel se joint par la suite Réal A.-Rondeau. Le cabinet amorce ses activités sous la dénomination Boulanger, Fortier & Rondeau à la fin de l’année 1941. Le cabinet se développe rapidement et s’agrandit. À compter de 1967, il intègre de nouveaux associés et devient Boulanger, Fortier, Rondeau & cie.
En 1975, un bureau est ouvert à Montmagny. En 1977, il fusionne avec Chabot, Lortie, Veilleux & Poulin afin d’offrir une gamme de services plus complète.
Finalement, en 1978, il opère une fusion avec Mallette, Benoit & associés, un bureau de Montréal, et devient ainsi Mallette, Benoit, Boulanger, Rondeau & associés.

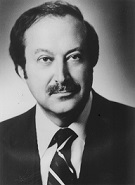
Paul E. Mallette

Le fondateur, Paul E. Mallette un diplômé de HEC Montréal (1948), entreprend sa carrière professionnelle à titre de stagiaire au bureau de Henderson Valiquette. Il ouvre son propre bureau au début des années 1950 et, plus tard, se joint à Yvon et Gilles Normandin ainsi qu'à André Côté pour former une société (de partage de dépenses) nommée Mallette, Côté, Normandin & cie.
En 1967, après le départ de M. Côté, cette société est remplacée par une société réelle (de partage de profit et perte) sous la raison sociale de Mallette, Normandin & cie. À compter de cette date, la société est formée d'associés à part entière et d'associés junior, équivalents à des employés à honoraires. Le 1er février 1972, à la suite d’une réorganisation, la société Mallette, Normandin & cie est dissoute et une nouvelle société réelle est formée, soit Mallette & Cie connue sous le nom de Mallette s.e.n.c.
Calculus démarre ses opérations vers 1968 à titre d'entreprise enregistrée. Le 1er janvier 1974, elle est incorporée à Mallette s.e.n.c. sous la raison sociale de Centre Informatique Calculus ltée. Mallette & associés (nouveau nom à cette date) a sûrement été un des premiers bureaux de comptables à offrir des services informatiques à ses clients.
Au cours de sa pratique, M. Mallette a siégé sur différents comités de l'Ordre des comptables agréés (OCAQ) et de l'Institut Canadien des Comptables Agréés (ICCA), ce qui lui permet d'établir des contacts avec des comptables pratiquants dans différentes régions du Canada. En 1973, il amorce des négociations avec G. H. Ward and Partners, une société ontarienne ayant un nombre important de bureaux dans cette province. En 1974, la société Ward Mallette, est formée dans le but de regrouper différentes sociétés canadiennes sous une forme d'affiliation et de promouvoir des échanges de services et des références de clients, entre autres.
Le 30 juin 1976, fusion de Mallette & associés et de Benoit, Diry, Bertrand, Paquette & associés (BDBP), une société œuvrant à Montréal. Les associés de BDBP se joignent à Mallette et le nom de la société devient Mallette, Benoit & associés.
À la suite de ce regroupement, les deux bureaux de Montréal ont déménagé au Complexe Desjardins et Mallette, Benoit & associés est devenu l'un des premiers locataires du Complexe. Plusieurs années plus tard, Alfred Rouleau ex-président de Desjardins, a siégé sur le conseil consultatif de Mallette.
Vers 1977, Ward Mallette se joint à une société internationale, Binder, Dicker, Otte, connue aujourd'hui sous le nom international de BDO Binder . Chaque pays utilisant l'abréviation BDO au début de leur raison sociale, Ward Mallette est devenu Mallette et Mallette, Benoit & associés maintient son affiliation à BDO jusqu'en mai 1994, date du regroupement avec Arthur Andersen.
Le 2 février 1978, Mallette, Benoit & associés, qui a des bureaux à Montréal, St-Jérome et Ste-Agathe devient une société provinciale en procédant à une fusion avec Boulanger, Fortier, Rondeau & cie, une société établie dans la région de Québec depuis 1941 et ayant des bureaux à Sainte-Foy et Montmagny. La société, qui a débuté le 1er février 1972 continue ses activités sous la raison sociale de Mallette, Benoit, Boulanger, Rondeau & associés (ou MBBR) à compter du 2 février 1978 : la société comptait alors 40 associé.e.s.

### 1978 à 1994
Après cette période, la société MBBR effectue plusieurs fusions ou admissions provenant de l'extérieur dans les différentes régions du Québec afin de renforcir ses positions. Par exemple, en 1980, elle s’associe à Desrosiers, Lepage & associés qui lui ouvre la région de l’Est-du-Québec et à Bessette, Dion, Tanguay & associés, ayant des bureaux à Sherbrooke et Magog.
La région du Saguenay–Lac-Saint-Jean a été la dernière à se joindre à MBBR. Le 1er février 1991, MBBR effectue une fusion avec Maheu Noiseux ayant des bureaux à Montréal et Laval. Le nom de la société est alors modifié et devient Le Groupe Mallette Maheu. 
Jusqu'en mai 1994, d'autres bureaux étaient affiliés à Mallette à différentes périodes, soit à Val-d'Or et au Nouveau-Brunswick.

### 1994 à 2001
Le 31 mai 1994, Mallette Maheu signe une entente de regroupement (association) avec Arthur Andersen. Le 31 août 2000, Mallette Maheu vend à Arthur Andersen les bureaux de la région de Montréal et de la région de Québec. De plus, elle vend à Samson Bélair/Deloitte & Touche les bureaux de la région de l'Estrie. Le 31 décembre 2001, Arthur Andersen revend à Mallette Maheu les bureaux de la région de Québec et vole de ses propres ailes.

### 2002 à 2015
C’est en 2002 que la société prend son nom qu’elle conserve depuis, soit Mallette s.e.n.c.r.l. En septembre 2012, la société décide d’agrandir son champ d’action et d’intégrer un bureau de Trois-Rivières, Dessureault Leblanc Lefebvre, et un de Shawinigan en janvier 2013, Boutet Drolet. À la région de Québec se greffe donc celle de Mauricie qui devient l’unité Québec–Maurice. En septembre 2013, Mallette s'agrandit dans la région de l'Est-du-Québec en acquérant le bureau Lefrançois, Comptable professionnel agréé.
La société compte à présent plus de 67 associés actifs répartis dans les trois régions où elle est établie.
En septembre 2013, Mallette renforce sa position de leader dans ses marchés en joignant les rangs d'un important réseau international, TIAG (The International Accounting Group). Cette association permet à Mallette d'offrir à ses clients un accompagnement dans leurs affaires hors Canada guidés par des experts locaux à des coûts raisonnables tout en permettant au cabinet de conserver sa personnalité et son indépendance.
Durant la même période, un sondage sur l'indice du bonheur au travail (IRB-T) effectué sur l'ensemble des employés du groupe révélait que Mallette enregistrait un indice de 78,65, une note globale des plus satisfaisante qui se situe près de sept points au-dessus de la moyenne nationale canadienne qui est de 72,20. 
Le 27 janvier 2015, Mallette se regroupe avec EPR inc., société de comptables se situant à Saint-Hyacinthe, Saint-Jérôme et Terrebonne. Cette dernière porte le nom de Mallette inc. depuis le 1er mars 2015 et est une entité distincte de Mallette S.E.N.C.R.L. Le 31 mai 2016, le bureau de Mallette inc. à Terrebonne obtenait le titre d'entreprise de l'année décerné par le Gala Vision de la chambre de commerce de sa région.    

### 2016 à aujourd'hui
Mallette renforce sa présence dans le domaine juridique, en février 2022, en accueillant Me Paul Larocque notaire ainsi que Bélisle Lafleur notaires et leurs équipes. Avec des bureaux à Bois-des-Filion, Mirabel et Saint-Eustache, l’organisation Mallette double ses effectifs dans cette spécialité.
En septembre 2022, Mallette élargit son éventail de services en s'associant à Faction A, une entreprise spécialisée dans l'analytique, renforçant ainsi sa capacité de répondre aux besoins variés de sa clientèle. Parallèlement, Mallette annonce son regroupement avec Daniel Rochon Comptable Professionnel Agréé inc, un cabinet comptable basé à Saint-Jérôme.
Mallette poursuit son élan de croissance, en novembre 2022, en ouvrant ses portes à l’équipe de  BLT Lapointe & Associés inc et de Martin Associés, un groupe de professionnel(le)s en redressement et en insolvabilité. Cette démarche lui permet d'acquérir de nouveaux emplacements dans la vaste région montréalaise.
Le 1er septembre 2023, Mallette accueille avec enthousiasme 45 nouvelles ressources, à la suite de l'intégration des activités de Bédard Guilbault, une société de comptables professionnels agréés solidement implantée à Donnacona, Saint-Raymond et Saint-Marc-des-Carrières. 
C’est aussi en septembre 2023 que Mallette s’installe au 26e étage du 500 Places-d’Armes, au centre-ville de Montréal.